# 交響曲第19番 (ハイドン)
交響曲第19番 ニ長調 Hob. I:19 は、フランツ・ヨーゼフ・ハイドンが作曲した交響曲。
初期の作品だが、自筆原稿などは残っておらず、正確な作曲時期は不明である。様式上からはボヘミアのモルツィン伯爵に仕えていた時代（1757年から1760年頃）の曲に近いという。

## 編成
オーボエ2、ホルン2、第1ヴァイオリン、第2ヴァイオリン、ヴィオラ、低音（チェロ、コントラバス、ファゴット）。

## 曲の構成
初期ハイドンの交響曲にしばしば見られる、メヌエットを欠いた3楽章形式の曲である。、演奏時間は約12分。
- 第1楽章 アレグロ・モルト
ニ長調、4分の3拍子、ソナタ形式。

第1主題は上昇分散和音により、所々にホルンによる軍楽風の音型が挿入される。

- 第2楽章 アンダンテ
ニ短調、4分の2拍子、ソナタ形式。
この時期のハイドンの他の緩徐楽章と同様、弦楽器のみで演奏される。途中、ヘ長調に転調した後のシンコペーションの連続が目立ち、同じ音型は展開部でも繰り返される。全57小節の小曲である。

- 第3楽章 プレスト
ニ長調、8分の3拍子、ソナタ形式。